# Mons Vinogradov

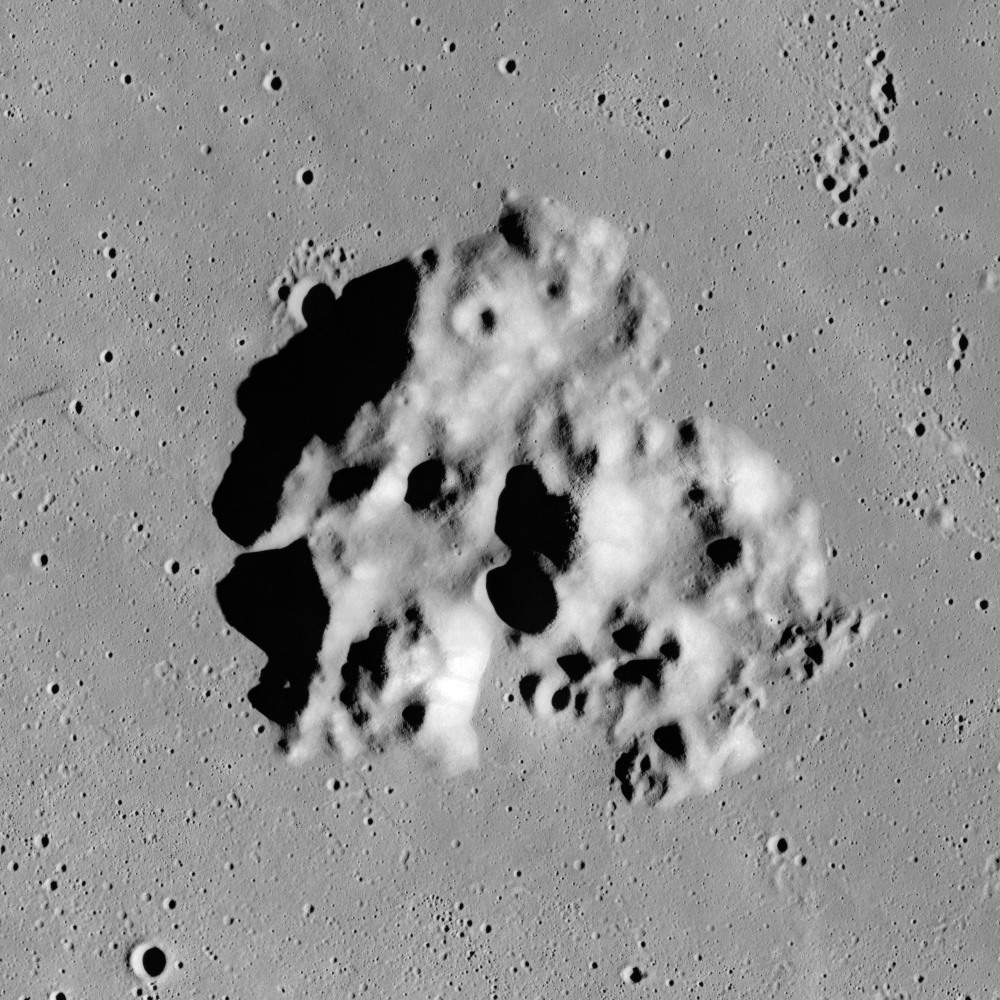
Vista del Mons Vinogradov desde el Apolo 17

El Mons Vinogradov es un abrupto macizo montañoso localizado sobre la zona de mar lunar en la que se unen el Oceanus Procellarum (al suroeste del macizo) y el mare Imbrium (situado al este).

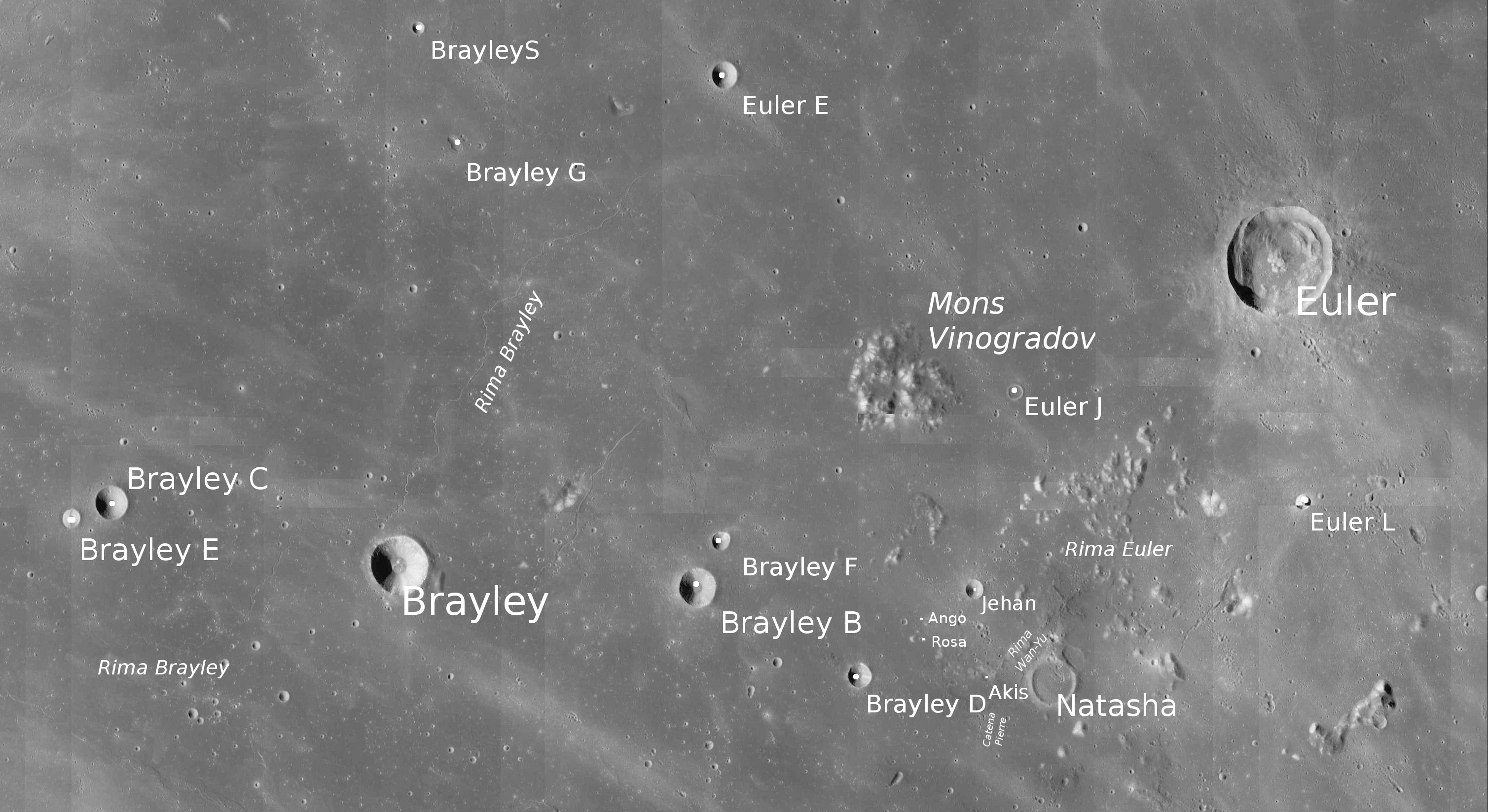
Entorno del Mons Vinogradov

Posee tres cumbres primarias, con altitudes comprendidas entre 1000 y 1400 m por encima de la superficie circundante. Al este de esta elevación se encuentra el cráter Euler, y al sureste se extiende un área de terreno abrupto hasta alcanzar la cordillera de los Montes Carpatus, que forman la frontera suroeste del Mare Imbrium.
Las coordenadas selenográficas del Mons Vinogradov son 22.4 Norte y 32.4 Oeste, y tiene un diámetro envolvente máximo de 25 km en la base.
Debe su nombre actual a Alexandr Pávlovich Vinográdov, aunque la formación era  nombrada anteriormente como Euler Beta (β), o Mons Euler.
En el abrupto terreno justo al sureste de esta montaña se localiza un conjunto  de cráteres minúsculos, a los que la UAI ha asignado nombre. Aparecen listados en la tabla que figura a continuación.
| Cráter  | Coordenadas                   | Diámetro | Origen del nombre         |
| ------- | ----------------------------- | -------- | ------------------------- |
| Akis    | 20°00′N 31°48′O / 20.0, -31.8 | 2 km     | Nombre femenino griego    |
| Ango    | 20°30′N 32°18′O / 20.5, -32.3 | 1 km     | Nombre masculino africano |
| Jehan   | 20°42′N 31°54′O / 20.7, -31.9 | 5 km     | Nombre femenino turco     |
| Natasha | 20°00′N 31°18′O / 20.0, -31.3 | 12 km    | Nombre femenino ruso      |
| Rosa    | 20°18′N 32°18′O / 20.3, -32.3 | 1 km     | Nombre femenino español   |

Al oeste de Natasha aparece una grieta conocida como Rima Wan-Yu. Al sur del brocal de Akis se encuentra la Catena Pierre.